# Coppa del Mondo femminile di pallavolo 2019
La Coppa del Mondo femminile di pallavolo 2019 si è svolta dal 14 al 29 settembre 2019 a Hamamatsu, Osaka, Sapporo, Toyama e Yokohama, in Giappone: al torneo hanno partecipato dodici squadre nazionali e la vittoria finale è andata per la quinta volta, la seconda consecutiva, alla Cina. È stata l'unica edizione non valevole per le qualificazioni ai Giochi olimpici.

## Impianti
|                                                                                         |                                                                                      |                                                                                |
|                                                                                         |                                                                                      |                                                                                |
| Hamamatsu Arena Città: Hamamatsu Capienza: 8 000 Anno d'apertura: 1990                  | Osaka Municipal Central Gymnasium Città: Osaka Capienza: 8 200 Anno d'apertura: 1996 | Osaka Prefectural Gymnasium Città: Osaka Capienza: 8 000 Anno d'apertura: 1987 |
|                                                                                         |                                                                                      |                                                                                |
| Hokkaido Prefectural Sports Center Città: Sapporo Capienza: 8 000 Anno d'apertura: 1999 | Toyama City Gymnasium Città: Toyama Capienza: 5 000 Anno d'apertura: 1999            | Yokohama Arena Città: Yokohama Capienza: 12 000 Anno d'apertura: 1989          |

## Regolamento

### Formula
Le squadre hanno disputato un'unica fase con formula del girone all'italiana.

### Criteri di classifica
Se il risultato finale è stato di 3-0 o 3-1 sono stati assegnati 3 punti alla squadra vincente e 0 a quella sconfitta, se il risultato finale è stato di 3-2 sono stati assegnati 2 punti alla squadra vincente e 1 a quella sconfitta.
L'ordine del posizionamento in classifica è stato definito in base a:
- Numero di partite vinte;
- Punti;
- Ratio dei set vinti/persi;
- Ratio dei punti realizzati/subiti;
- Risultati degli scontri diretti.

## Squadre partecipanti
| Qualificato tramite                 | Data                           | Luogo          | Posti | Nazione         |
| ----------------------------------- | ------------------------------ | -------------- | ----- | --------------- |
| Organizzatore                       | 31 gennaio 2013                | Losanna        | 1     | Giappone        |
| Campionato Mondiale 2018            | 29 settembre - 20 ottobre 2018 | Giappone       | 1     | Serbia          |
| Primi due posti del ranking AVC     | 4 marzo 2019                   | Bangkok        | 2     | Cina            |
| Primi due posti del ranking AVC     | 4 marzo 2019                   | Bangkok        | 2     | Corea del Sud   |
| Primi due posti del ranking CAVB    | 4 marzo 2019                   | Il Cairo       | 2     | Camerun         |
| Primi due posti del ranking CAVB    | 4 marzo 2019                   | Il Cairo       | 2     | Kenya           |
| Primi due posti del ranking CEV     | 4 marzo 2019                   | Lussemburgo    | 2     | Russia          |
| Primi due posti del ranking CEV     | 4 marzo 2019                   | Lussemburgo    | 2     | Paesi Bassi     |
| Primi due posti del ranking CSV     | 4 marzo 2019                   | Rio de Janeiro | 2     | Brasile         |
| Primi due posti del ranking CSV     | 4 marzo 2019                   | Rio de Janeiro | 2     | Argentina       |
| Primi due posti del ranking NORCECA | 4 marzo 2019                   | Santo Domingo  | 2     | Stati Uniti     |
| Primi due posti del ranking NORCECA | 4 marzo 2019                   | Santo Domingo  | 2     | Rep. Dominicana |
| Totale                              | Totale                         | Totale         | 12    |                 |

## Torneo

### Risultati
| 14 settembre 2019 Hamamatsu Arena, Hamamatsu Durata: 1h:03 - Spettatori: 1 174                  | Stati Uniti     | 3 - 0 | Kenya           | 25-14, 25-20, 25-14               |
| 14 settembre 2019 Yokohama Arena, Yokohama Durata: 1h:08 - Spettatori: 4 200                    | Camerun         | 0 - 3 | Russia          | 14-25, 15-25, 10-25               |
| 14 settembre 2019 Hamamatsu Arena, Hamamatsu Durata: 1h:11 - Spettatori: 2 050                  | Argentina       | 0 - 3 | Paesi Bassi     | 16-25, 17-25, 19-25               |
| 14 settembre 2019 Yokohama Arena, Yokohama Durata: 1h:10 - Spettatori: 5 900                    | Cina            | 3 - 0 | Corea del Sud   | 25-21, 25-15, 25-14               |
| 14 settembre 2019 Hamamatsu Arena, Hamamatsu Durata: 2h:09 - Spettatori: 2 140                  | Serbia          | 2 - 3 | Brasile         | 20-25, 25-23, 18-25, 25-22, 12-15 |
| 14 settembre 2019 Yokohama Arena, Yokohama Durata: 2h:00 - Spettatori: 11 500                   | Rep. Dominicana | 1 - 3 | Giappone        | 21-25, 11-25, 26-24, 14-25        |
| 15 settembre 2019 Hamamatsu Arena, Hamamatsu Durata: 1h:46 - Spettatori: 1 243                  | Kenya           | 0 - 3 | Paesi Bassi     | 12-25, 19-25, 17-25               |
| 15 settembre 2019 Yokohama Arena, Yokohama Durata: 1h:16 - Spettatori: 3 300                    | Camerun         | 0 - 3 | Cina            | 18-25, 14-25, 19-25               |
| 15 settembre 2019 Hamamatsu Arena, Hamamatsu Durata: 1h:37 - Spettatori: 2 400                  | Stati Uniti     | 3 - 1 | Serbia          | 23-25, 25-17, 25-16, 25-15        |
| 15 settembre 2019 Yokohama Arena, Yokohama Durata: 1h:59 - Spettatori: 5 800                    | Corea del Sud   | 1 - 3 | Rep. Dominicana | 17-25, 26-24, 23-25, 23-25        |
| 15 settembre 2019 Hamamatsu Arena, Hamamatsu Durata: 1h:16 - Spettatori: 2 030                  | Brasile         | 3 - 0 | Argentina       | 25-17, 25-19, 25-16               |
| 15 settembre 2019 Yokohama Arena, Yokohama Durata: 2h:14 - Spettatori: 11 500                   | Russia          | 3 - 2 | Giappone        | 25-11, 23-25, 25-27, 25-19, 15-7  |
| 16 settembre 2019 Hamamatsu Arena, Hamamatsu Durata: 1h:08 - Spettatori: 1 055                  | Serbia          | 3 - 0 | Kenya           | 25-13, 25-11, 25-17               |
| 16 settembre 2019 Yokohama Arena, Yokohama Durata: 2h:15 - Spettatori: 3 500                    | Rep. Dominicana | 3 - 2 | Camerun         | 25-17, 25-15, 23-25, 28-30, 15-10 |
| 16 settembre 2019 Hamamatsu Arena, Hamamatsu Durata: 1h:36 - Spettatori: 1 420                  | Argentina       | 1 - 3 | Stati Uniti     | 21-25, 18-25, 25-18, 11-25        |
| 16 settembre 2019 Yokohama Arena, Yokohama Durata: 1h:18 - Spettatori: 6 400                    | Cina            | 3 - 0 | Russia          | 25-22, 25-16, 25-18               |
| 16 settembre 2019 Hamamatsu Arena, Hamamatsu Durata: 1h:37 - Spettatori: 1 800                  | Paesi Bassi     | 3 - 0 | Brasile         | 25-23, 25-21, 25-22               |
| 16 settembre 2019 Yokohama Arena, Yokohama Durata: 2h:09 - Spettatori: 11 700                   | Giappone        | 1 - 3 | Corea del Sud   | 25-23, 19-25, 22-25, 25-27        |
| 18 settembre 2019 Hamamatsu Arena, Hamamatsu Durata: 1h:43 - Spettatori: 800                    | Serbia          | 3 - 1 | Argentina       | 25-15, 23-25, 25-23, 25-23        |
| 18 settembre 2019 Yokohama Arena, Yokohama Durata: 1h:23 - Spettatori: 1 750                    | Russia          | 3 - 0 | Corea del Sud   | 25-18, 29-27, 25-12               |
| 18 settembre 2019 Hamamatsu Arena, Hamamatsu Durata: 1h:17 - Spettatori: 1 100                  | Stati Uniti     | 3 - 0 | Paesi Bassi     | 25-23, 25-18, 25-19               |
| 18 settembre 2019 Yokohama Arena, Yokohama Durata: 1h:23 - Spettatori: 4 200                    | Cina            | 3 - 0 | Rep. Dominicana | 25-19, 25-21, 25-19               |
| 18 settembre 2019 Hamamatsu Arena, Hamamatsu Durata: 1h:20 - Spettatori: 1 300                  | Kenya           | 0 - 3 | Brasile         | 20-25, 17-25, 14-25               |
| 18 settembre 2019 Yokohama Arena, Yokohama Durata: 1h:25 - Spettatori: 10 600                   | Camerun         | 0 - 3 | Giappone        | 17-25, 17-25, 20-25               |
| 19 settembre 2019 Hamamatsu Arena, Hamamatsu Durata: 2h:00 - Spettatori: 1 110                  | Paesi Bassi     | 2 - 3 | Serbia          | 25-18, 25-23, 19-25, 24-26, 9-15  |
| 19 settembre 2019 Yokohama Arena, Yokohama Durata: 2h:14 - Spettatori: 3 500                    | Rep. Dominicana | 2 - 3 | Russia          | 16-25, 23-25, 25-23, 25-23, 5-15  |
| 19 settembre 2019 Hamamatsu Arena, Hamamatsu Durata: 1h:04 - Spettatori: 1 400                  | Argentina       | 3 - 0 | Kenya           | 25-14, 25-19, 25-15               |
| 19 settembre 2019 Yokohama Arena, Yokohama Durata: 1h:15 - Spettatori: 3 800                    | Corea del Sud   | 3 - 0 | Camerun         | 25-21, 25-18, 25-18               |
| 19 settembre 2019 Hamamatsu Arena, Hamamatsu Durata: 1h:17 - Spettatori: 1 900                  | Brasile         | 0 - 3 | Stati Uniti     | 22-25, 18-25, 19-25               |
| 19 settembre 2019 Yokohama Arena, Yokohama Durata: 1h:17 - Spettatori: 12 000                   | Giappone        | 0 - 3 | Cina            | 17-25, 10-25, 17-25               |
| 22 settembre 2019 Toyama City Gymnasium, Toyama Durata: 1h:41 - Spettatori: 1 800               | Corea del Sud   | 3 - 1 | Argentina       | 25-19, 21-25, 25-19, 25-9         |
| 22 settembre 2019 Hokkaido Prefectural Sports Center, Sapporo Durata: 1h:18 - Spettatori: 800   | Rep. Dominicana | 3 - 0 | Kenya           | 25-17, 25-19, 25-19               |
| 22 settembre 2019 Toyama City Gymnasium, Toyama Durata: 1h:09 - Spettatori: 1 700               | Camerun         | 0 - 3 | Paesi Bassi     | 15-25, 14-25, 18-25               |
| 22 settembre 2019 Hokkaido Prefectural Sports Center, Sapporo Durata: 2h:05 - Spettatori: 2 400 | Cina            | 3 - 2 | Brasile         | 25-23, 23-25, 22-25, 25-19, 15-9  |
| 22 settembre 2019 Toyama City Gymnasium, Toyama Durata: 1h:49 - Spettatori: 2 100               | Russia          | 3 - 1 | Serbia          | 25-16, 20-25, 25-23, 25-16        |
| 22 settembre 2019 Hokkaido Prefectural Sports Center, Sapporo Durata: 2h:29 - Spettatori: 6 550 | Giappone        | 2 - 3 | Stati Uniti     | 24-26, 25-22, 21-25, 25-23, 8-15  |
| 23 settembre 2019 Toyama City Gymnasium, Toyama Durata: 1h:56 - Spettatori: 1 400               | Corea del Sud   | 1 - 3 | Paesi Bassi     | 19-25, 25-21, 22-25, 23-25        |
| 23 settembre 2019 Hokkaido Prefectural Sports Center, Sapporo Durata: 1h:54 - Spettatori: 1 600 | Rep. Dominicana | 1 - 3 | Brasile         | 16-25, 25-23, 19-25, 22-25        |
| 23 settembre 2019 Toyama City Gymnasium, Toyama Durata: 1h:21 - Spettatori: 1 300               | Camerun         | 0 - 3 | Serbia          | 22-25, 14-25, 17-25               |
| 23 settembre 2019 Hokkaido Prefectural Sports Center, Sapporo Durata: 1h:18 - Spettatori: 4 850 | Cina            | 3 - 0 | Stati Uniti     | 25-16, 25-17, 25-22               |
| 23 settembre 2019 Toyama City Gymnasium, Toyama Durata: 1h:25 - Spettatori: 1 000               | Russia          | 3 - 0 | Argentina       | 25-21, 25-16, 25-21               |
| 23 settembre 2019 Hokkaido Prefectural Sports Center, Sapporo Durata: 1h:27 - Spettatori: 6 850 | Giappone        | 3 - 0 | Kenya           | 25-18, 25-22, 25-20               |
| 24 settembre 2019 Toyama City Gymnasium, Toyama Durata: 1h:52 - Spettatori: 2 050               | Corea del Sud   | 3 - 1 | Serbia          | 25-21, 25-18, 15-25, 25-23        |
| 24 settembre 2019 Hokkaido Prefectural Sports Center, Sapporo Durata: 1h:18 - Spettatori: 1 050 | Rep. Dominicana | 0 - 3 | Stati Uniti     | 22-25, 23-25, 9-25                |
| 24 settembre 2019 Toyama City Gymnasium, Toyama Durata: 2h:13 - Spettatori: 700                 | Camerun         | 2 - 3 | Argentina       | 25-21, 25-20, 20-25, 20-25, 12-15 |
| 24 settembre 2019 Hokkaido Prefectural Sports Center, Sapporo Durata: 1h:05 - Spettatori: 2 200 | Cina            | 3 - 0 | Kenya           | 25-12, 25-12, 25-14               |
| 24 settembre 2019 Toyama City Gymnasium, Toyama Durata: 1h:31 - Spettatori: 600                 | Russia          | 3 - 0 | Paesi Bassi     | 26-24, 25-18, 25-20               |
| 24 settembre 2019 Hokkaido Prefectural Sports Center, Sapporo Durata: 1h:38 - Spettatori: 6 650 | Giappone        | 0 - 3 | Brasile         | 14-25, 21-25, 23-25               |
| 27 settembre 2019 Osaka Prefectural Gymnasium, Osaka Durata: 1h:12 - Spettatori: 550            | Corea del Sud   | 3 - 0 | Kenya           | 25-15, 25-16, 25-21               |
| 27 settembre 2019 Osaka Municipal Central Gymnasium, Osaka Durata: 1h:27 - Spettatori: 1 230    | Rep. Dominicana | 3 - 0 | Argentina       | 25-16, 25-23, 27-25               |
| 27 settembre 2019 Osaka Prefectural Gymnasium, Osaka Durata: 1h:10 - Spettatori: 550            | Camerun         | 0 - 3 | Brasile         | 11-25, 17-25, 18-25               |
| 27 settembre 2019 Osaka Municipal Central Gymnasium, Osaka Durata: 1h:43 - Spettatori: 2 510    | Cina            | 3 - 1 | Paesi Bassi     | 25-19, 25-16, 21-25, 25-19        |
| 27 settembre 2019 Osaka Prefectural Gymnasium, Osaka Durata: 2h:04 - Spettatori: 1 750          | Russia          | 2 - 3 | Stati Uniti     | 26-24, 22-25, 22-25, 25-17, 8-15  |
| 27 settembre 2019 Osaka Municipal Central Gymnasium, Osaka Durata: 2h:14 - Spettatori: 7 430    | Giappone        | 3 - 2 | Serbia          | 21-25, 21-25, 25-20, 25-20, 15-6  |
| 28 settembre 2019 Osaka Prefectural Gymnasium, Osaka Durata: 1h:55 - Spettatori: 1 500          | Corea del Sud   | 3 - 1 | Brasile         | 25-23, 18-25, 25-20, 25-21        |
| 28 settembre 2019 Osaka Municipal Central Gymnasium, Osaka Durata: 2h:14 - Spettatori: 1 540    | Rep. Dominicana | 3 - 2 | Paesi Bassi     | 25-23, 25-22, 25-27, 18-25, 15-4  |
| 28 settembre 2019 Osaka Prefectural Gymnasium, Osaka Durata: 1h:05 - Spettatori: 1 000          | Camerun         | 0 - 3 | Stati Uniti     | 19-25, 15-25, 5-25                |
| 28 settembre 2019 Osaka Municipal Central Gymnasium, Osaka Durata: 1h:11 - Spettatori: 3 300    | Cina            | 3 - 0 | Serbia          | 25-14, 25-21, 25-16               |
| 28 settembre 2019 Osaka Prefectural Gymnasium, Osaka Durata: 1h:19 - Spettatori: 700            | Russia          | 3 - 0 | Kenya           | 25-16, 25-21, 25-22               |
| 28 settembre 2019 Osaka Municipal Central Gymnasium, Osaka Durata: 1h:23 - Spettatori: 7 640    | Giappone        | 3 - 0 | Argentina       | 26-24, 25-15, 25-14               |
| 29 settembre 2019 Osaka Prefectural Gymnasium, Osaka Durata: 1h:40 - Spettatori: 3 500          | Corea del Sud   | 1 - 3 | Stati Uniti     | 21-25, 16-25, 25-16, 22-25        |
| 29 settembre 2019 Osaka Municipal Central Gymnasium, Osaka Durata: 1h:57 - Spettatori: 1 920    | Rep. Dominicana | 3 - 1 | Serbia          | 25-22, 25-21, 22-25, 25-17        |
| 29 settembre 2019 Osaka Prefectural Gymnasium, Osaka Durata: 2h:07 - Spettatori: 4 100          | Russia          | 1 - 3 | Brasile         | 26-28, 20-25, 25-21, 19-25        |
| 29 settembre 2019 Osaka Municipal Central Gymnasium, Osaka Durata: 1h:07 - Spettatori: 3 900    | Cina            | 3 - 0 | Argentina       | 25-17, 25-14, 25-12               |
| 29 settembre 2019 Osaka Prefectural Gymnasium, Osaka Durata: 1h:43 - Spettatori: 700            | Camerun         | 1 - 3 | Kenya           | 15-25, 24-26, 25-14, 21-25        |
| 29 settembre 2019 Osaka Municipal Central Gymnasium, Osaka Durata: 2h:09 - Spettatori: 7 810    | Giappone        | 3 - 1 | Paesi Bassi     | 25-18, 27-25, 24-26, 25-21        |

### Classifica
| Pos | Squadra         | Pt | G  | V  | P  | SV | SP | Ratio  | PF  | PS  | Ratio |
| --- | --------------- | -- | -- | -- | -- | -- | -- | ------ | --- | --- | ----- |
| 1.  | Cina            | 32 | 11 | 11 | 0  | 33 | 3  | 11,000 | 881 | 627 | 1,405 |
| 2.  | Stati Uniti     | 28 | 11 | 10 | 1  | 30 | 10 | 3,000  | 929 | 773 | 1,202 |
| 3.  | Russia          | 23 | 11 | 8  | 3  | 27 | 14 | 1,929  | 948 | 818 | 1,159 |
| 4.  | Brasile         | 21 | 11 | 7  | 4  | 24 | 16 | 1,500  | 922 | 832 | 1,108 |
| 5.  | Giappone        | 19 | 11 | 6  | 5  | 23 | 19 | 1,211  | 918 | 899 | 1,021 |
| 6.  | Corea del Sud   | 18 | 11 | 6  | 5  | 21 | 19 | 1,105  | 898 | 888 | 1,011 |
| 7.  | Rep. Dominicana | 17 | 11 | 6  | 5  | 22 | 21 | 1,048  | 933 | 949 | 0,983 |
| 8.  | Paesi Bassi     | 17 | 11 | 5  | 6  | 21 | 19 | 1,105  | 890 | 865 | 1,029 |
| 9.  | Serbia          | 13 | 11 | 4  | 7  | 20 | 24 | 0,833  | 927 | 954 | 0,972 |
| 10. | Argentina       | 5  | 11 | 2  | 9  | 9  | 29 | 0,310  | 736 | 890 | 0,827 |
| 11. | Kenya           | 3  | 11 | 1  | 10 | 3  | 31 | 0,097  | 590 | 835 | 0,707 |
| 12. | Camerun         | 2  | 11 | 0  | 11 | 5  | 33 | 0,152  | 670 | 912 | 0,735 |

## Podio

### Campione
Formazione: 1 Yuan, 2 Zhu, 6 Gong, 7 Wang, 8 Zeng, 9 Zhang, 10 Liu X., 11 Yao, 12 Li, 15 Lin Li, 16 Ding, 17 Yan, 18 Wang, 19 Liu Y., CT: Lang

### Secondo posto
Formazione: 2 Poulter, 4 Wong-Orantes, 6 Dixon, 7 Carlini, 10 Larson, 11 Drews, 14 Bartsch, 15 Hill, 17 Courtney, 19 Tapp, 22 Washington, 23 Robinson, 24 Ogbogu, 25 Lowe, CT: Kiraly

### Terzo posto
Formazione: 1 Lazarenko, 3 Efimova, 4 Čikrizova, 6 Zarjažko, 7 Romanova, 8 Hončarova, 9 Galeeva, 11 Kurilo, 13 Starceva, 16 Voronkova, 18 Il'čenko, 19 Chaleckaja, 25 Brovkina, 26 Lazareva, CT: Busato

## Classifica finale
| Pos | Squadre         |
| --- | --------------- |
|     | Cina            |
|     | Stati Uniti     |
|     | Russia          |
| 4   | Brasile         |
| 5   | Giappone        |
| 6   | Corea del Sud   |
| 7   | Rep. Dominicana |
| 8   | Paesi Bassi     |
| 9   | Serbia          |
| 10  | Argentina       |
| 11  | Kenya           |
| 12  | Camerun         |

## Premi individuali
| Premio                | Nome            | Squadra     |
| --------------------- | --------------- | ----------- |
| MVP                   | Zhu Ting        | Cina        |
| Miglior palleggiatore | Ding Xia        | Cina        |
| Miglior opposto       | Andrea Drews    | Stati Uniti |
| Miglior schiacciatore | Zhu Ting        | Cina        |
| Miglior schiacciatore | Kelsey Robinson | Stati Uniti |
| Miglior centrale      | Irina Zarjažko  | Russia      |
| Miglior centrale      | Yan Ni          | Cina        |
| Miglior libero        | Wang Mengjie    | Cina        |